# Pips, Chips & Videoclips
Pips, chips & videoclips je hrvaška rock skupina.

### 1992 - 1997
Prvič so opozorili nase leta 1992 z navijaško pesmijo za zagrebški klub “Dinamo ja volim”. Skladba je podrla vse rekorde in postala absolutna uspešnica tistega leta. 
Njihova prva plošča, ki je izšla leta 1993, »Shimpoo Pimpoo«, je vsebovala skladbe, ki so se gibale nekje med popom in punkom. Večino pesmi je za svojo gledališko igro nato uporabil Borivoj Radaković, skupina pa je sodelovala tudi pri gledališki igri »Mafija!« Lukasa Nole. 
Decembra 1995 je izšla druga plošča zasedbe, »Dernjava«. Glasba na njej je že veliko bolj zrela, tudi aranžmaji so zelo kvalitetni. Album jim pomaga pri komercialnem prodoru v vsej Hrvaški in tudi v Bosni in Hercegovini ter Sloveniji.
Z »Dernjavo« si PCVC leta 1996 prislužijo svojo prvo nagrado Porin (najvišja hrvaška glasbena nagrada) za najboljši alternativni album. V istem letu se tudi razjasni zasedba PCVC: Šparka na bobnih, Borščak na basu, Kralja in Tićo na kitarah ter pevec Ripper - v takšni formaciji ostanejo do leta 2000. 

### 1997 - 2000
Po uspešni turneji leta 1997, se je skupina preselila v Učko (blizu Rijeke), kjer se je lotila snemanja svoje tretje plošče, »Fred Astaire«, ki je naletela na odobravanje tako publike, kakor tudi kritikov. Ob plošči istočasno izide tudi prva biografija skupine, »Dugi vikend u zemlji čudesa«, izpod peresa Anteja Perkovića.
"Fred Astaire« se je odlično prodajal in skupini prislužil skoraj vsa profesionalna priznanja - Porin za album leta, najboljši vokalni duet (»Plači«, z Darkom Rundekom), Crni Mačak (hrvaška novinarska rock nagrada) za najboljši rock album, najboljši videospot, najboljšo pesem, najboljši vokalni duet ter najboljšo produkcijo. Zmagoslavje je doseglo vrhunec z velikim koncertom v zagrebškem Domu športa spomladi leta 1998. Leta 1999 je skupina dobila še eno nagrado: publika jih je imenovala za najboljšo koncertno zasedbo. 
Novembra istega leta izide »Bog«, ki ga PCVC posnamejo v studiu »Tivoli« v Ljubljani. Plošča se takoj uvrsti med najbolj pomembne hrvaške plošče 90-ih let ter razširi bero Porinov in Crnih Mačkov. Spomladi leta 2000 se PCVC odpravijo na turnejo po gledališčih na Hrvaškem. 
Leta 2000 se razide kitarski duet Kralja in Tićo, nadomesti ju Nikola Radman. Konec leta skupina razširi turnejo še na kraje onkraj Hrvaške (Ljubljana, Sarajevo, Skopje…). 

### 2000 - danes
Leta 2002 se Šparka odloči zapustiti skupino, zamenja ga Tin Osteš. Nova formacija se loti naslednje plošče, »Drveće i rijeke«, ki jo posnamejo v Zagrebu ob podpori množice gostujočih glasbenikov. Produkcijo zaključijo leta 2003 v ZDA pod taktirko Dava Fridmanna.
Plošča izide leta 2003, koncertna zasedba PCVC se razširi in se odpravi na turnejo po glasbenih festivalih v regiji. Spomladi leta 2004 se predstavijo tudi v Londonu. Njihovo ploščo pohvali tudi revija Mojo. 

## Diskografija
- Shimpoo Pimpoo (1993, 1996)
- Dernjava (1995)
- Fred Astaire (1997)
- Bog (1999)
- Drveće i rijeke (2003)